# Bardiglio
Il bardiglio, nelle sue varietà di colore, appartiene alla famiglia dei marmi di cui fanno anche parte i marmi bianchi, i cipollini, le brecce ed altri ancora. Sono materiali di media durezza e facile lavorabilità.
Molto spesso, sono impiegati in rivestimenti murari, pavimenti, davanzali.

## Tipologie di bardiglio
Vi sono tre tipi principali di bardiglio, quello "comune", quello "cupo" e quello "fiorito".
Il bardiglio comune
Il bardiglio comune, abbondante presso Seravezza e Stazzema, nelle Alpi Apuane, possiede una struttura saccaroide o ceroide e molta attitudine alla lucidatura. Il colore è bluastro o ceruleo chiaro, con sfumature e passaggi al bardiglio fiorito, che spetta pure al gruppo dei marmi venati. Il colore più o meno scuro è dovuto alla presenza di pirite microcristallina. Il bigio di Verona e quello delle Asturie sono molto analoghi al bardiglio per la loro tinta e per la loro struttura.
Il bardiglio cupo
Il bardiglio cupo si distingue per una tinta più scura e per una minore presenza di sfumature bianche nelle venature.
Il bardiglio fiorito
Nella varietà detta bardiglio fiorito si mantengono i caratteri generali del bardiglio comune. Ma nel campo bluastro o ceruleo chiaro di questo si aggiungono copiosissime venature di colore quasi nero. Queste venature dipendendo da sottili straterelli serpeggianti nella massa del marmo, riescono più o meno estese a seconda della direzione secondo la quale si praticano le sezioni. Si trova insieme al Bardiglio comune nei dintorni di Stazzema e di Serravezza.

### Altri bardigli locali

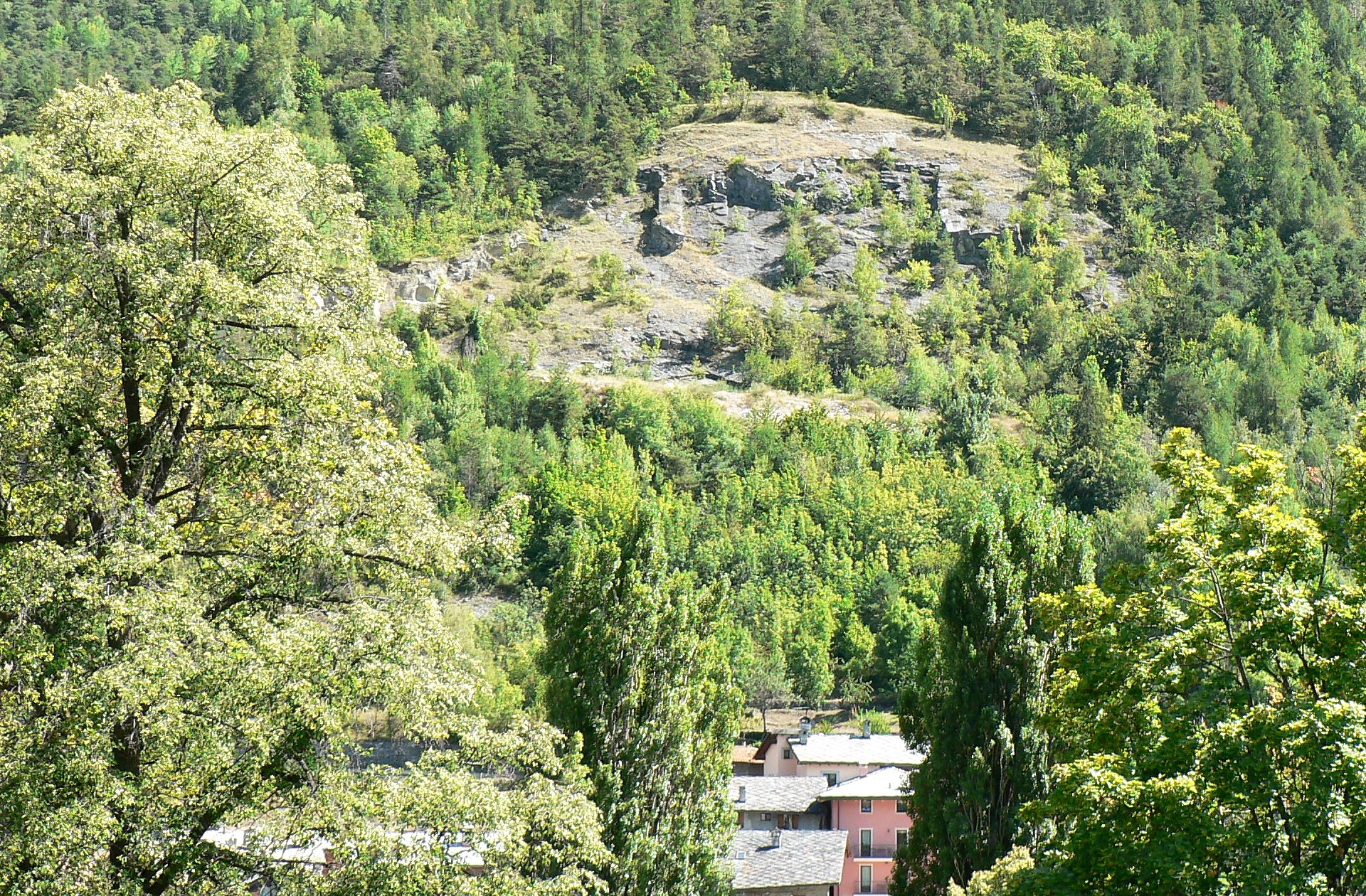
Cava dismessa di bardiglio ad Aymavilles.

Tra questi marmi a silicati ricordiamo il "bardiglio di Villeneuve", detto anche "marmo di Aymavilles": varie cave di epoche romana e successive sono individuabili nel territorio dei due comuni. Tra i manufatti più antichi si citano le stele eneolitiche dell'area megalitica di Saint-Martin-de-Corléans. Il bardiglio di Aymavilles è stato inoltre impiegato per realizzare vari monumenti dell'Aosta romana: lo si trova ad esempio nel colonnato del chiostro della cattedrale e nelle Porte pretoriane. È ampiamente presente inoltre nel castello di Aymavilles e altre architetture locali. Il bardiglio di Aymavilles presenta una tonalità grigio-bluastra che ricorda il "bardiglio di Luni", a Carrara.
Viene impropriamente definita "bardiglio" ("bardiglio di Bergamo") anche la volpinite estratta a Costa Volpino, il cui aspetto è simile a quello del marmo bardiglio, anche se si tratta di un solfato di calcio anidro, che appartiene quindi alla famiglia dei gessi.

## Impatto ambientale
A causa dell'elevato impatto ambientale e paesaggistico dell'asportazione di questo minerale dal bacino delle Alpi Apuane, da anni il movimento No Cav conduce un'aspra battaglia ambientalista per la chiusura delle cave dal quale viene estratto.